# Bảo tàng Acropolis
Bảo tàng Acropolis (tiếng Hy Lạp: Μουσείο Ακρόπολης, Mouseio Akropolis) là bảo tàng khảo cổ học tập trung vào những phát hiện khu khảo cổ tại khu vực cổ xưa của Athens Acropolis. Bảo tàng được xây dựng để chứa tất cả các hiện vật tìm thấy trên đá và trên các sườn núi xung quanh, từ thời kỳ đồ đồng Hy Lạp đến thời La Mã và Byzantine Hy Lạp. Nằm trên một phần tàn tích của Athens thời La Mã và đầu Byzantine. Bảo tàng được thành lập vào năm 2003, trong khi Tổ chức Bảo tàng được thành lập năm 2008. Nó được mở ra cho công chúng vào ngày 20 tháng 6 năm 2009.